# Чернокур, Владимир Романович
Чернокур Владимир Романович (род. 24 июня 1943, Михайловка, Днепропетровская область) — советский промышленный деятель. Кандидат технических наук (1988), член-корреспондент АГНУ. Народный депутат Украины 1-го созыва.

## Биография
Родился 24 июня 1943 года в селе Михайловка Софиевского района Днепропетровской области в крестьянской семье, украинец.
В 1958 году поступил в Криворожский техникум рудничной автоматики.
С 1962 года — рабочий шахты имени М. В. Фрунзе треста «Ленинруда» (Кривой Рог), служба в Советской армии.
С 1965 года — бурильщик, горный мастер, заместитель начальника участка, начальник участка, главный инженер, директор шахты имени М. В. Фрунзе треста «Ленинруда» (Кривой Рог).
В 1972 году окончил Криворожский горнорудный институт, горный инженер.
С 1979 года — главный инженер, с 1986 года — директор рудоуправления имени 20-го партсъезда (Кривой Рог).
Член КПСС 1965 года, член бюро Жовтневого райкома КПУ (Кривой Рог); депутат Жовтневого районного и Криворожского городского советов.
18 марта 1990 года избран Народным депутатом Украины, 2-й тур, 51,88 % голосов, 7 претендентов. Входил в группу «Согласие–Центр», «Промышленники». Член комиссии Верховной рады Украины по развитию базовых отраслей народного хозяйства.
С 1995 года глава правления ОАО «Сухая Балка».

## Награды
- Орден «Знак Почёта»[1];
- Почётный знак отличия президента Украины (13 июля 1996)[2];
- Орден «За заслуги» (Украина) 1—3-й степеней[1];
- Премия Совета Министров СССР;
- Орден «За трудовые достижения» 4-й степени[1];
- Медаль Международного кадрового агентства «За эффективное управление»[1].